# Bill Melchionni
William P. "Bill" Melchionni (Filadelfia, Pensilvania, 19 de octubre de 1944) es un exjugador de baloncesto estadounidense que jugó durante dos temporadas en la NBA y otras 7 en la ABA. Con 1,85 metros de estatura, lo hacía en la posición de base. Es hermano del también exjugador profesional Gary Melchionni.

## Trayectoria deportiva

### Universidad
Jugó durante cuatro temporadas con los Wildcats de la Universidad Villanova, en las que promedió 19,2 puntos y 4 rebotes por partido. En 1966 fue elegido mejor jugador del National Invitation Tournament.

### Profesional
Fue elegido en la decimonovena posición del Draft de la NBA de 1966 por Philadelphia 76ers, donde en las dos temporadas que permaneció en el equipo se limitó a dar minutos de descanso a los bases titulares, Hal Greer y Wali Jones. A pesar de ello, colaboró en su primera temporada con 4,3 puntos y 1,3 asistencias en la consecución del anillo de campeones de la NBA.
Antes del comienzo de la temporada 1968-69 no fue protegido por su equipo, y entró en el Draft de expansión por la incorporación de nuevos equipos a la liga. Fue elegido por Phoenix Suns, pero no llegó a jugar con el equipo, pasando brevemente por los Trenton Colonials de la CBA. Al término de la temporada los Sixers recobraron sus derechos a cambio de una futura segunda ronda del draft, pero sin embargo tampoco llegó a fichar por su exequipo, firmando como agente libre por los New York Nets de la ABA.
Tras su errático paso por la NBA, sorprendió que en la liga del balón tricolor jugara su primera temporada como titular indiscutible, aportando 15,2 puntos y 5,7 asistencias por partido. Pero su progresión continuó, y al año siguiente fue el segundo mejor anotador del equipo tras Rick Barry, y además logró ser el mejor pasador de la liga, repartiendo 8,3 asistencias por partido, algo que repetiría al año siguiente, llevando a su equipo junto a Barry a las Finales, donde cayeron ante Indiana Pacers. Ambos fueron incluidos en el mejor quinteto de la ABA.
Las dos temporadas siguientes vinieron marcadas por las lesiones, afectando a sus estadísticas. A pesar de ello colaboró con 5,3 puntos y 3,7 asistencias en la consecución del título de campeones de la ABA, derrotando a Utah Stars en la final por 4-1. Su juego se vio mermado en las siguientes temporadas, e incluso en la que sería la última de su carrera compaginó el puesto de jugador con el de entrenador asistente, una temporada que sería la última de la historia de la liga, y que acabaría con los Nets nuevamente campeones, ganando a Denver Nuggets en la final. Melchionni participó en el último partido de la historia de la competición.
Hoy en día es aún el líder histórico en asistencias de los Nets, con 2778. Poco después de su adiós definitivo, su camiseta con el número 25 fue retirada por los Nets como homenaje.

## Estadísticas de su carrera en la NBA
|  | Denota temporadas en las que fue Campeón de la NBA |
|  | Denota temporadas en las que fue Campeón de la ABA |
|  | Líder de la liga                                   |

### Temporada regular
| Año              | Equipo           | PJ  | MPP  | %TC  | %3P  | %TL  | RPP | APP  | ROB | TPP | PPP  |
| ---------------- | ---------------- | --- | ---- | ---- | ---- | ---- | --- | ---- | --- | --- | ---- |
| 1966-67†         | Philadelphia     | 73  | 9.5  | .391 |      | .650 | 1.3 | 1.3  |     |     | 4.3  |
| 1967-68          | Philadelphia     | 71  | 10.7 | .435 |      | .702 | 1.5 | 1.5  |     |     | 4.6  |
| 1969-70          | N.Y. Nets (ABA)  | 80  | 39.5 | .465 | .179 | .820 | 2.9 | 5.7  |     |     | 15.2 |
| 1970-71          | N.Y. Nets (ABA)  | 81  | 40.5 | .451 | .091 | .814 | 2.9 | 8.3* |     |     | 17.6 |
| 1971-72          | N.Y. Nets (ABA)  | 80  | 41.6 | .499 | .105 | .808 | 3.1 | 8.4* |     |     | 21.0 |
| 1972-73          | N.Y. Nets (ABA)  | 61  | 30.3 | .450 | .400 | .840 | 2.1 | 7.4* |     |     | 12.3 |
| 1973-74          | N.Y. Nets (ABA)  | 56  | 20.5 | .420 | .217 | .831 | 1.4 | 3.7  | .9  | .1  | 5.3  |
| 1974-75          | N.Y. Nets (ABA)  | 77  | 18.0 | .487 | .296 | .795 | 1.0 | 4.2  | .9  | .1  | 6.1  |
| 1975-76          | N.Y. Nets (ABA)  | 67  | 17.8 | .416 | .391 | .849 | 1.3 | 4.0  | .8  | .1  | 5.8  |
| Total (NBA)      | Total (NBA)      | 144 | 10.1 | .412 |      | .673 | 1.4 | 1.4  |     |     | 4.4  |
| Total (ABA)      | Total (ABA)      | 502 | 30.6 | .465 | .236 | .819 | 2.2 | 6.1  | .9  | .1  | 12.4 |
| Total (conjunto) | Total (conjunto) | 646 | 26.0 | .459 | .236 | .809 | 2.0 | 5.0  | .9  | .1  | 10.6 |
| All-Star (ABA)   | All-Star (ABA)   | 3   | 22.0 | .400 | –    | .833 | 3.7 | 2.7  | 1.0 | .0  | 7.0  |

### Playoffs
| Año              | Equipo           | PJ | MPP  | %TC  | %3P  | %TL   | RPP | APP | ROB | TPP | PPP  |
| ---------------- | ---------------- | -- | ---- | ---- | ---- | ----- | --- | --- | --- | --- | ---- |
| 1967†            | Philadelphia     | 1  | 5.0  | .000 |      | .000  | 3.0 | 1.0 |     |     | .0   |
| 1968             | Philadelphia     | 9  | 5.6  | .333 |      | .500  | .4  | 1.1 |     |     | 2.0  |
| 1970             | N.Y. Nets (ABA)  | 7  | 45.1 | .462 | .333 | .816  | 3.1 | 4.7 |     |     | 18.3 |
| 1971             | N.Y. Nets (ABA)  | 5  | 41.0 | .537 | –    | .923  | 1.4 | 8.2 |     |     | 22.4 |
| 1972             | N.Y. Nets (ABA)  | 11 | 34.2 | .401 | .000 | .804  | 2.4 | 6.3 |     |     | 14.5 |
| 1973             | N.Y. Nets (ABA)  | 5  | 34.8 | .558 | .333 | .810  | 2.0 | 6.2 |     |     | 13.2 |
| 1974             | N.Y. Nets (ABA)  | 6  | 10.0 | .500 | –    | 1.000 | 1.5 | 2.7 | .2  | .0  | 3.0  |
| 1975             | N.Y. Nets (ABA)  | 5  | 21.6 | .359 | .167 | .714  | 2.4 | 6.4 | .2  | .2  | 6.8  |
| 1976             | N.Y. Nets (ABA)  | 6  | 6.0  | .286 | .000 | 1.000 | .8  | .8  | .3  | .0  | 1.7  |
| Total (NBA)      | Total (NBA)      | 10 | 5.5  | .308 |      | .333  | .7  | 1.1 |     |     | 1.8  |
| Total (ABA)      | Total (ABA)      | 45 | 28.3 | .451 | .167 | .831  | 2.0 | 5.0 | .2  | .1  | 11.7 |
| Total (conjunto) | Total (conjunto) | 55 | 24.2 | .443 | .167 | .811  | 1.8 | 4.3 | .2  | .1  | 9.9  |